# U.D.O.
U. D. O. (вимовляється «Ю Ді Оу») — сольний проєкт колишнього вокаліста Accept Удо Діркшнайдера. U. D. O. займає 29 місце в списку 100 кращих пауер-метал гуртів за версією DDD.

## Історія
З виходом у 1985 році комерційно успішного в США альбому Metal Heart, члени гурту Accept все більшою мірою орієнтувалися на широкий американський ринок, для якого жорстка музика, що виконується гуртом, була малоприйнятна. Це викликало розбіжності між Удо Діркшнайдером та іншими членами гурту.
|  | Навколо групи стали з'являтися люди, які намагалися переконати інших музикантів, що з моїм голосом вони ніколи не стануть справжніми знаменитостями, ніколи не зароблять дуже багато грошей. Мені здається, музиканти ACCEPT тоді просто не усвідомлювали, що лежить в основі нашої групи. Їх розум був спрямований виключно на заробляння грошей і завоювання американського музичного ринку... Зараз все, що тоді відбувалося в групі, здається таким дурним! Група вже продала в Америці мільйон дисків з моїм голосом, що ж їм ще не вистачало, а? На наші концерти приходило по десять тисяч чоловік! Але в ті роки музиканти ACCEPT воліли слухати бізнесменів. |

В результаті Удо Діркшнайдер створив власний сольний проєкт U. D. O., що продовжує традиції Accept. Назва U. D. O., що природно, походить від імені творця, а перетворення імені в якусь абревіатуру обумовлено тим, що сам Удо Диркшнайдер не хотів, щоб його гурт визначали як виключно сольний проєкт самого співака, подібно Осборну або Діо. Втім члени гурту жартома говорили, що U. D. O. треба розуміти, як United Dipstick Organization (Об'єднана Організація Бовдурів). Сам Удо Діркшнайдер дотримується версії United Democratic Organization (Об'єднана Демократична Організація). Журналісти ж розшифровували назву як Udo Dirkschneider Orchestra (Оркестр Удо Діркшнайдера).
У 1987 році гурт випустив свій перший альбом Animal House, для якого значною мірою використовувався матеріал, підготовлений для запису наступного, після Russian Roulette альбому Accept. Деякі пісні, наприклад They want war були призначені для ще більш ранніх альбомів Accept. Разом з Удо у записі брали участь Peter Szigeti — гітара, Frank Rittel (ex-Warlock) — бас, Mathias Dieth (ex-Sinner) — гітара, Thomas Franke — барабани.
Не зупиняючись на досягнутому, гурт в 1989 закріпила успіх альбомом Mean Machine. Попри кардинальні зміни складу (з Удо залишився тільки Mathias Dieth), альбом вийшов досить успішним.
У 1990 році вийшов наступний альбом Faceless World, який продюсував Штефан Кауфманн, колишній барабанщик Accept. Попри те (а може й внаслідок того), що гурт в цьому альбомі активно використовувала клавішні, альбом дуже непогано продавався.

У 1991 році вийшов найбільш «жорсткий» альбом U. D. O. Timebomb, і Удо перервав сольну кар'єру для того, щоб відтворити Accept, з яким було записано три альбоми. Потім, музиканти Accept зізналися, що вони не хочуть більше займатися музикою, і Удо відтворив гурт, з якою був записаний ряд вдалих альбомів.
|  | Що мені залишалося робити? Особисто я не збирався закидати музику, тому і продовжив займатися U.D.O. |

12 вересня 2012 року Штефан Кауфманн, з 1997 року гітарист U. D. O., покинув гурт внаслідок проблем зі здоров'ям однак продовжить співпрацю з гуртом в якості продюсера.
15 січня 2013 року офіційний сайт гурту представив нового учасника гурту, яким став Андрій Смирнов.
24 січня 2013 на офіційному сайті гурту було оголошено про звільнення Ігоря Джианоли з гурту, новим гітаристом став Каспері Хейккінен.
27 грудня 2014 на офіційному сайті гурту було оголошено про відхід Франческо Джовіно з гурту з особистих причин.
6 лютого 2015 року офіційний сайт гурту представив нового учасника гурту, яким став син Удо, Свен Діркшнайдер.
20 вересня 2018 року Фітті Вінхольд оголосив про те, що він покидає гурт.
У 2018 році гурт став переможцем голосування читачів журналу Metal Hammer в номінації «Найкращий концертний виступ». 5 жовтня 2018 року було оголошено, що новими членами гурту стали гітарист Ді Даммерс (ex-The Treatment, Dirty DSire і Tracy Ate A Bug) і басист Тілен Худрап (ex-Wartune, Thraw, Paradox і Pestilence).

## Дискографія

### Студійні альбоми
- Animal House (1987)
- Mean Machine (1989)
- Faceless World (1990)
- Timebomb (1991)
- Solid (1997)
- No Limits (1998)
- Holy (1999)
- Man and Machine (2002)
- Thunderball (2004)
- Mission No. X (2005)
- Mastercutor (2007)
- Dominator (2009)
- Rev-Raptor (2011)
- Steelhammer (2013)
- Decadent (2015)
- Steelfactory (2018)

### Концертні альбоми
- Live from Russia (2001)
- Nailed To Metal — The Missing Tracks (2003)
- Mastercutor Alive (2008)
- Live in Sofia (2012)
- Steelhammer — Live from Moscow (2014)
- Navy Metal Night (2015)

### Збірки
- Best Of (1999)
- Metallized (2007)
- Celebrator (2012)

### Сингли/EP
- They Want War (1988)
- Heart of Gold (1990)
- Faceless World (1990)
- Two Faced Woman (1997)
- Independence Day (1997)
- Lovemachine (1998)
- Dancing With an Angel (2002)
- 24/7 EP (2005)
- The Wrong Side of Midnight EP (2007)
- Infected EP (2009)
- Leatherhead EP (2011)
- Metal Machine (2013)
- Steelhammer (2013)
- Decadent (2014)

### DVD
- Nailed To Metal — The Complete History (2003)
- Thundervision (2004)
- Mastercutor Alive (2008)
- Live in Sofia (2012)
- Navy Metal Night (2015)

## Склад гурту

### На даний момент
- Удо Діркшнайдер — вокал (1987—1992,1996-теперішній час)
- Андрій Смирнов — гітара (2013-теперішній час)
- Свен Діркшнайдер — ударні (2015 теперішній час)
- Ді Даммерс — гітара (2018 теперішній час)
- Тілен Худрап — бас-гітара (2018 теперішній час)

### Концертні учасники на даний момент
- Харрісон Янг — клавішні (2015 теперішній час)

### Колишні учасники
- Пітер Сзігеті — гітара (1987)
- Франк Ріттель — бас-гітара (1987)
- Дітер Рубах — бас-гітара (1987—1989)
- Томас Франке — ударні (1987—1989)
- Енді Сюземіль — гітара (1987—1990, 1991)
- Матіас Діт — гітара (1987—1992, 1996)
- Томас Смужинскі — бас-гітара (1988—1992)
- Штефан Шварцман — ударні (1988—1992,1996-1999)
- Волла Боем — гітара (1990)
- Франк Фріке — гітара (1991—1992)
- Штефан Кауфманн — гітара (1996—2012), клавішні (1990)
- Йорг Фішер — гітара (1996) (A Tribute to Judas Priest: Legends of Metal)
- Юрген Граф — гітара (1996—1999)
- Ігор Джіанола — гітара, бек-вокал (1999—2013)
- Лоренцо Мілані — ударні (2000—2004)
- Франческо Джовін — ударні (2004—2014)
- Каспер Хейккінен — гітара (2013—2017)
- Білл Хадсон — гітара (2017—2018)
- Фітті Вінхольд — бас-гітара, бек-вокал (1996—2018)

### Концертні учасники
- Маркус Біленберг — бас-гітара (2004)
- Уллі Кельнер — клавішні (1990, 2013—2015)
- Уінфред Кліфтон — клавішні (1999)

## Цікаві факти
- У пісні Shout It Out з альбому Holy в якості гітарного соло звучить мелодія з пісні «Підмосковні вечори».
- У пісні Trainride In Russia з альбому Thunderball вступ звучить російською мовою. Також існує версія цієї пісні під назвою Trainride In Russia (Poezd Po Rossii), в якій і приспів виконується російською — цю версію пісні можна знайти на спеціальному лімітованому виданні альбому Thunderball від лейбла CD-Maximum, а також на збірці Metallized.
- Пісня Dancing With An Angel c альбому Man and Machine виконана Удо Діркшнайдер дуетом з Доро.
- Пісня «Плаче Солдат» з EP The Wrong Side Of Midnight (в оригіналі — Cry Soldier Cry c альбому Mission No. X) виконана повністю російською мовою. Ремікс цієї пісні під назвою Platchet Soldat є на альбомі Celebrator.
- Дуетом з Lordi заспівав пісню They Only Come Out at Night. Цей трек входить до складу альбому The Arockalypse.